# Zámrsky
Zámrsky är en ort i Tjeckien.   Den ligger i regionen Olomouc, i den östra delen av landet, 250 km öster om huvudstaden Prag. Zámrsky ligger 334 meter över havet och antalet invånare är 192.
Terrängen runt Zámrsky är platt åt nordväst, men åt sydost är den kuperad.Runt Zámrsky är det ganska tätbefolkat, med 58 invånare per kvadratkilometer. Närmaste större samhälle är Valašské Meziříčí, 11,0 km öster om Zámrsky. Trakten runt Zámrsky består till största delen av jordbruksmark.